# Fronteira Finlândia–Rússia
A fronteira entre Finlândia e Rússia é a linha que limita os territórios da Finlândia e da Rússia.
O traçado liga o golfo da Finlândia a uma tríplice fronteira situada no nordeste da Escandinávia perto do lago Inari: as fronteiras fino-norueguesa e russo-norueguesa convergem neste último ponto. O traçado segue próximo do meridiano 30ºE, cortando alguns lagos.
A fronteira atual resulta de tratados assinados no fim da Segunda Guerra Mundial e que viram a Finlândia renunciar a uma parte da Carélia e à faixa de Petsamo em favor da União Soviética.

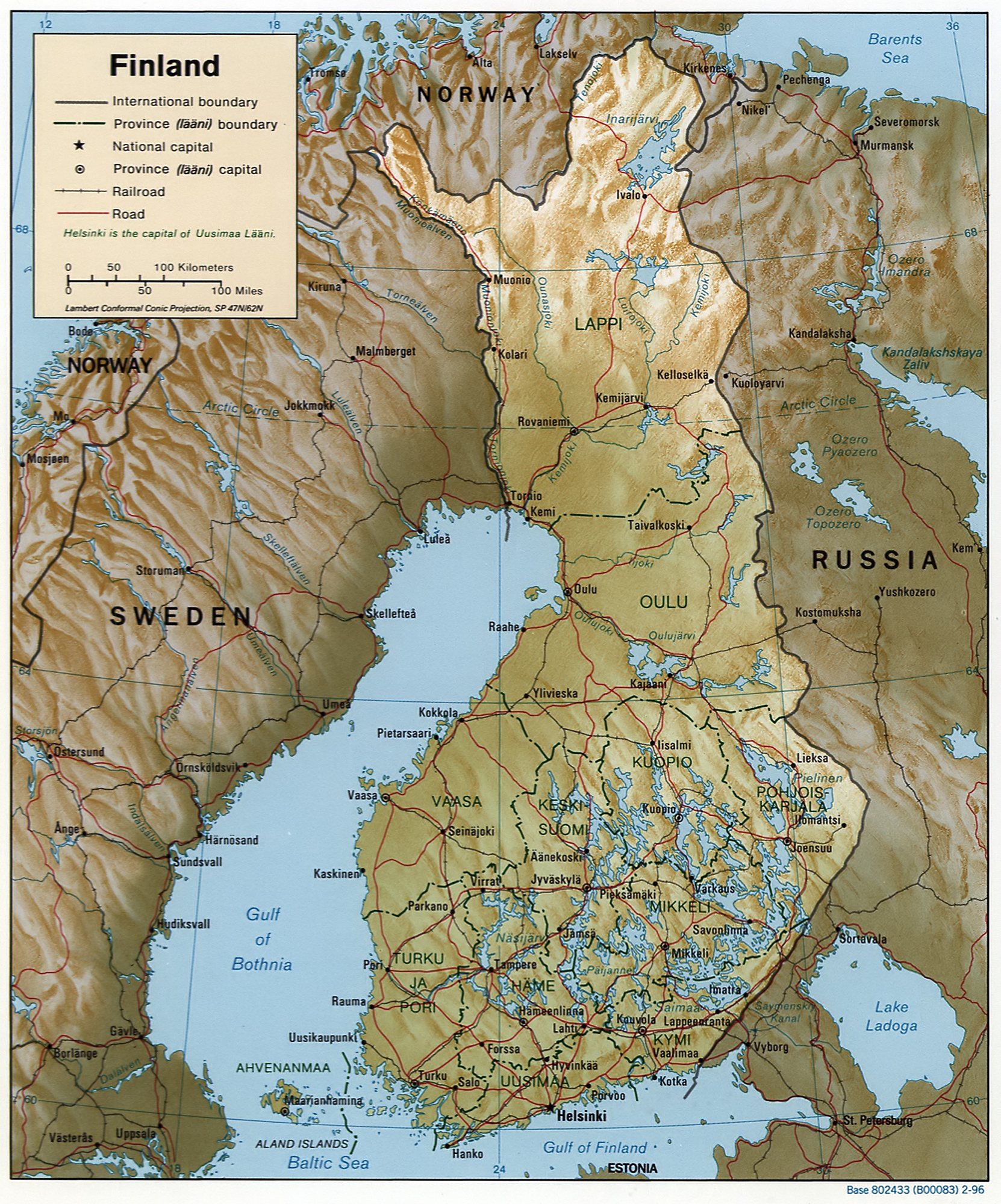
Mapa da Finlândia